# Демченко, Александр Викторович
Алекса́ндр Ви́кторович Де́мченко (укр. Олександр Вікторович Демченко; род. 13 февраля 1996, Винница) — украинский футболист, полузащитник ковалёвского «Колоса».

## Биография
Родился в Виннице. Футболом начал заниматься в молодёжной академии местной «Нивы», первый тренер — Валерий Базалицкий. В ДЮФЛ выступал за винницкую «Ниву», донецкий «Шахтер» и львовское ЛГУФК. В юношеских чемпионатах сыграл 78 матчей, в которых отличился 5-ю голами.
В преддверии старта сезона 2013/14 годов присоединился к «Ильичевцу», в футболке которого сыграл 10 матчей в юношеском чемпионате Украины. В следующем году перешел в любительский клуб «Винница», в футболке которого в общей сложности сыграл 27 матчей (8 голов). Летом 2018 года решил в Италию, где играл за «Абано Кальчо» и «Портуэнсе» (Рим) в Леге О Секонде Дивизионе.
Весной 2019 вернулся в Украину, где заключил договор с «Нивой». В футболке винницкого клуба дебютировал 6 апреля 2019 в победном (1:0) домашнем поединке 18-го тура группы А Второй лиги против «Чайки» (Петропавловская Борщаговка). Демченко вышел на поле в стартовом составе и отыграл весь матч. Первым голом в профессиональной карьере отметился 1 мая 2019 на 54-й минуте победного (1:0) домашнего поединка против черновицкой «Буковины». Александр вышел на поле в стартовом составе и отыграл весь матч. В составе винницкого коллектива сыграл 10 матчей (2 гола) во Второй лиге.
В конце июля 2019 перебрался в «Металлист 1925», где получил футболку с 21-м игровым номером. В футболке харьковского коллектива дебютировал 27 августа 2019 в проигранном (0:2) выездном поединке 2-го предварительного раунда Кубка Украины против петровского «Ингульца». Александр вышел на поле в стартовом составе и отыграл весь матч. Этот матч оказался единственным для Александра Демченко в составе «Металлиста 1925».
В середине сентября 2019 вернулся в «Ниву». В футболке винницкого клуба по возвращении дебютировал 18 сентября 2019 в проигранном (1:2) выездном поединке 10-го тура группы А Второй лиги против вышгородского «Диназа». Александр вышел на поле на 78-й минуте, заменив Антона Брижчука.